# Landtagswahlkreis Oberhausen I
Der Landtagswahlkreis Oberhausen I ist ein Landtagswahlkreis in Nordrhein-Westfalen. Er umfasst die Oberhausener Stadtbezirke Alt-Oberhausen und Osterfeld.
Der Wahlkreiszuschnitt wurde zur Landtagswahl 2005 erheblich verändert. Oberhausen I umfasste zuvor die Stadtbezirke Osterfeld und Sterkrade, Alt-Oberhausen bildete den Wahlkreis Oberhausen II.

## Landtagswahl 2022
Wahlberechtigt zur Landtagswahl 2022 waren 85.341 Einwohner des Wahlkreises. Die Wahlbeteiligung lag bei 46,1 %.
| Direktkandidat   | Erststimmen in % | Partei        | Zweitstimmen in % |
| ---------------- | ---------------- | ------------- | ----------------- |
| Sonja Bongers    | 40,3             | SPD           | 37,3              |
| Wilhelm Hausmann | 29,3             | CDU           | 28,1              |
| Norbert Axt      | 13,4             | GRÜNE         | 13,4              |
| Marc-Oliver Hoff | 4,1              | FDP           | 4,0               |
| Wolfgang Kempkes | 8,5              | AfD           | 8,1               |
| Lühr Koch        | 3,4              | LINKE         | 2,7               |
| Karin Schäfer    | 1,0              | Die Violetten | 0,3               |
| Sonstige         | -                | Sonstige      | 6,1               |

## Landtagswahl 2017
Wahlberechtigt zur Landtagswahl 2017 waren 89.890 Einwohner des Wahlkreises. Die Wahlbeteiligung lag bei 54,4 %.
| Direktkandidat   | Erststimmen in % | Partei   | Zweitstimmen in % |
| ---------------- | ---------------- | -------- | ----------------- |
| Sonja Bongers    | 41,5             | SPD      | 38,8              |
| Wilhelm Hausmann | 28,7             | CDU      | 24,9              |
| Andreas Blanke   | 3,5              | GRÜNE    | 3,9               |
| Marc Hoff        | 6,3              | FDP      | 8,1               |
| Andreas Ronig    | 2,3              | PIRATEN  | 1,3               |
| Martin Goeke     | 7,6              | LINKE    | 6,4               |
| Wolfgang Kempkes | 9,4              | AfD      | 11,9              |
| Sonstige         | 0,8              | Sonstige | 4,8               |

Der Wahlkreis wird im Landtag durch die erstmals gewählte Abgeordnete Sonja Bongers (SPD) vertreten, die dem langjährigen SPD-Abgeordneten Wolfgang Große Brömer nachfolgte, der nach 17 Jahren nicht mehr kandidierte. Der CDU-Kandidat Wilhelm Hausmann schied zunächst aus dem Parlament aus, da die CDU-Landesliste nicht zog. Er rückte am 4. Juli 2019 für seinen Parteifreund Stefan Berger, der in das Europäische Parlament gewählt wurde, in den Landtag nach.

## Landtagswahl 2012
Wahlberechtigt zur Landtagswahl 2012 waren 93.482 Einwohner des Wahlkreises. Die Wahlbeteiligung lag bei 54,4 %.
| Direktkandidat        | Erststimmen in % | Partei  | Zweitstimmen in % |
| --------------------- | ---------------- | ------- | ----------------- |
| Wilhelm Hausmann      | 21,0             | CDU     | 16,7              |
| Wolfgang Große Brömer | 54,9             | SPD     | 51,1              |
| Mohammad-Ali Behboudi | 6,7              | GRÜNE   | 9,0               |
| Marc-Oliver Hoff      | 2,8              | FDP     | 4,2               |
| Zeynep Bicici         | 3,8              | LINKE   | 3,7               |
| Daniel Düngel         | 10,9             | PIRATEN | 9,6               |

## Landtagswahl 2010
Wahlberechtigt zur Landtagswahl 2010 waren 93.688 Einwohner des Wahlkreises. Die Wahlbeteiligung lag bei 54,3 %.
| Direktkandidat        | Erststimmen in % | Partei    | Zweitstimmen in % |
| --------------------- | ---------------- | --------- | ----------------- |
| Wilhelm Hausmann      | 25,2             | CDU       | 23,3              |
| Wolfgang Große Brömer | 52,7             | SPD       | 48,6              |
| Andreas Blanke        | 8,1              | GRÜNE     | 9,3               |
| Hans-Otto Runkler     | 2,8              | FDP       | 3,7               |
| Zeynep Bicici         | 7,4              | DIE LINKE | 7,6               |
| Wolfgang Duda         | 2,2              | NPD       | 1,4               |
| Daniel Düngel         | 1,6              | PIRATEN   | 1,7               |
| -                     | -                | Sonstige  | 4,4               |

## Landtagswahl 2005
Wahlberechtigt zur Landtagswahl 2005 waren 96.740 Einwohner des Wahlkreises. Die Wahlbeteiligung lag bei 58,8 %.
| Direktkandidat         | Partei | Stimmen in % |
| ---------------------- | ------ | ------------ |
| Wolfgang Große Brömer  | SPD    | 51,1         |
| Daniel Schranz         | CDU    | 31,1         |
| Peter Schuler          | FDP    | 3,4          |
| Bärbel Höhn            | GRÜNE  | 5,6          |
| Ursula Winkelsett      | REP    | 1,1          |
| Niema Movassat         | PDS    | 0,2          |
| Klaus-Dieter Brominski | NPD    | 5,8          |
| Bernhard Blocks        | WASG   | 4,3          |